# Grand Bay-Westfield
Grand Bay-Westfield è un comune del Canada, situato nella provincia del Nuovo Brunswick.